# 雅克·邦塞尔让站
雅克·邦塞尔让站（法語：Jacques Bonsergent）是巴黎地鐵的一個車站，服務巴黎地鐵5號線。雅克·邦塞尔让站是來自於雅克·邦塞尔让广场。雅克·邦塞尔让是一位工程師，他曾在二戰期間反抗德國統治後被處刑。

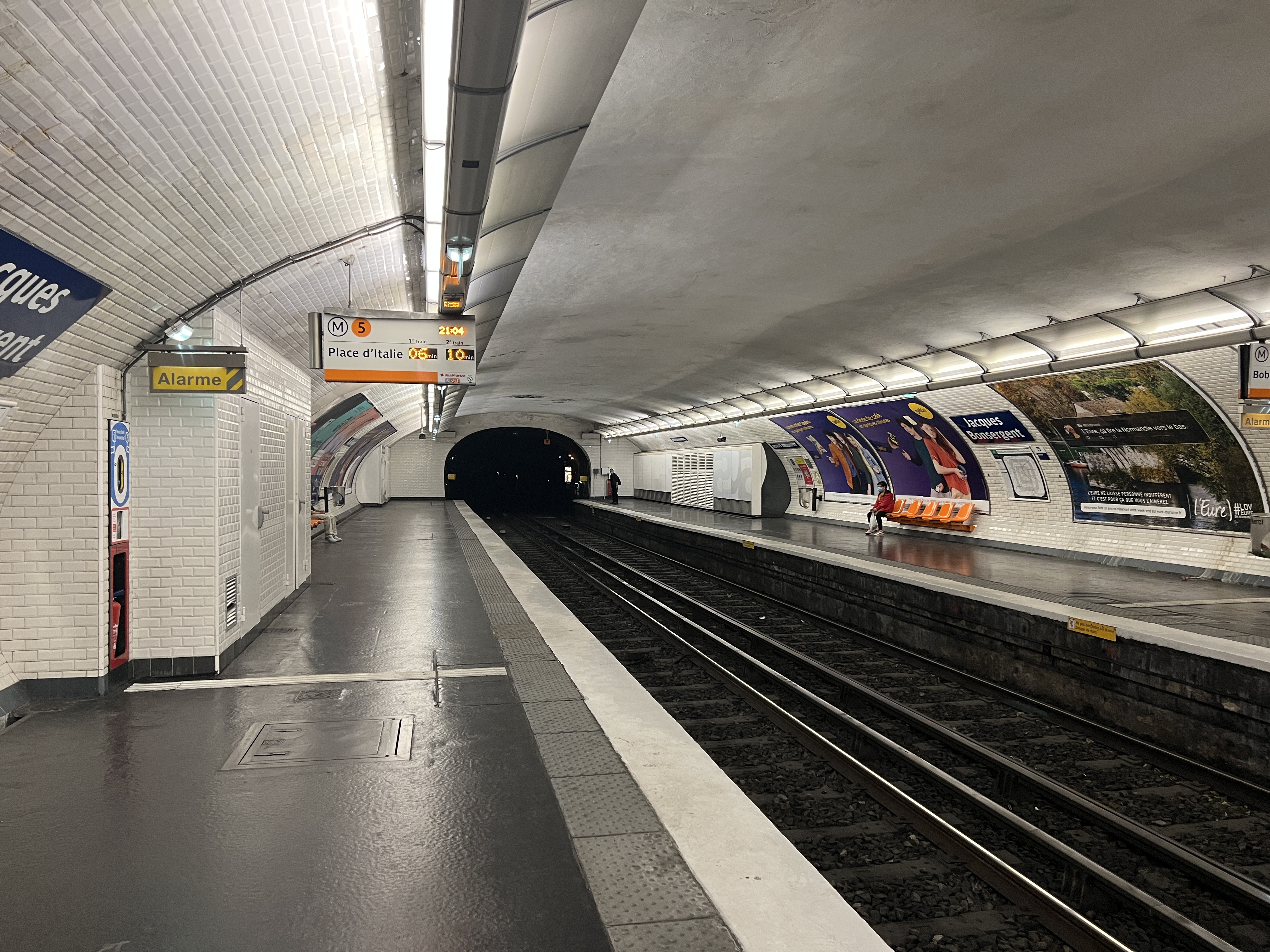
月台 (2022年6月)

## 車站結構
| 街道  |                    |                                    |
| B1    | 夾層               |                                    |
| 5號線 | 南行               | 往意大利廣場（共和）               |
| 5號線 | 島式月台，左側開門 |                                    |
| 5號線 | 北行               | 往博比尼-巴勃羅·畢卡索（巴黎東站） |